# Rems
La Rems est une rivière en Allemagne d'une longueur de 78 km dans le land de Bade-Wurtemberg. Elle prend sa source sur le versant nord du Jura souabe à l'ouest de la ville de Aalen. Sur son cours surtout vers l'ouest, elle traverse les villes de Schwäbisch Gmünd, de Schorndorf, de Weinstadt et de Waiblingen. Quelque dix kilomètres en aval de la capitale Stuttgart du Land, elle se jette de la droite dans le Neckar, qui est lui-même un affluent du Rhin.
Son plus grand affluent est la Wieslauf, longue de 31 km, dont l'embouchure est près de Schorndorf et qui étend son bassin versant, généralement un bandeau d'une largeur d'au plus dix kilomètres autour de la Rems, exceptionnellement vers le nord.
La vallée de la Rems, jadis connue surtout pour ses vergers et sa viticulture, est aujourd'hui un axe de circulation entamé par la Bundesstraße 29 ainsi qu'une voie ferroviaire reliant tous deux l'Est du Land avec ses parties centrales autour de la capitale. De grandes parties de la vallée sont fortement industrialisées. 